# Aptandra caudata
Aptandra caudata là một loài thực vật có hoa trong họ Olacaceae. Loài này được A.H.Gentry & Ortiz mô tả khoa học đầu tiên năm 1992.